# 豫灵镇
豫灵镇，是中华人民共和国河南省三門峽市灵宝市下辖的一个乡镇级行政单位。

## 行政区划
豫灵镇下辖以下地区：
豫灵村、上屯村、文峪村、寺庄村、姚子头村、麻庄村、董社村、古东村、太张村、东桥村、万回村、西杨家村、堡里村、安头村、桥上村、吴村、文底村、北寨村、西坡底村、杜家村、底董村和庙上村。